# Rivolta 2100
Rivolta 2100 (If this Goes On —) è un romanzo breve di fantascienza dello scrittore statunitense Robert A. Heinlein del 1953, ampliamento del racconto If This Goes on … del 1940. In Italia è stato pubblicato anche con il titolo di Se continua così....
L'opera è stata premiata, nel 2016, con il Retro Hugo come miglior romanzo breve del 1941.
Fa parte del ciclo della Storia futura.

## Storia editoriale
Il racconto è stato scritto nell'agosto 1939 e dopo alcune modifiche richieste da John W. Campbell, pubblicato per la prima volta in due puntate nei numeri del febbraio e marzo 1940 della rivista Astounding Science Fiction.
Una versione riscritta e ampliata in romanzo breve è stata inclusa nell'antologia personale Rivolta 2100 (Revolt in 2100 del 1953), pubblicata in italiano nel 1971 nella traduzione di Roberta Rambelli, che ha intitolato il romanzo Rivolta 2100.
Frattanto la prima traduzione in italiano del romanzo, pure intitolata Rivolta 2100 era stata pubblicata nel 1959 dalla Ponzoni Editore, in sette puntate in appendice ai numeri dal 36 al 42 della collana I Romanzi del Cosmo, e poi di nuovo nel 1963 in appendice ai numeri dal 17 al 20 della collana Cosmo. I capolavori della fantascienza.
In seguito il romanzo breve stato incluso nella raccolta La storia futura (The Past Through Tomorrow del 1967) pubblicata in italiano nel 1988 e nel 1999; per questa edizione Heinlein ha apportato molte lievi modifiche alle opere del ciclo della Storia futura per aggiornarle e migliorarne la coerenza interna; su questa versione dei testi è basata la traduzione in italiano di Giuseppe Lippi, che ha intitolato il racconto "Se continua così...".

## Trama
La storia è ambientata in una futura società teocratica americana, governata dall'ultimo di una serie di "Profeti" fondamentalisti cristiani, il primo dei quali fu Neemia Scudder, un predicatore di campagna che (nella Storia futura) viene eletto Presidente nel 2012 divenendo successivamente dittatore poiché dal 2016 in poi non vengono tenute elezioni.
John Lyle, un giovane ufficiale dell'esercito del Profeta, è di stanza a New Jerusalem, la capitale del Profeta. 
Da sempre una persona devota, egli si ritrova a mettere in discussione la sua fede quando si innamora di sorella Judith una delle Vergini del Profeta. 
Judith, nuova alla vocazione, sviene quando è chiamata a servire sessualmente il Profeta e viene confinata nei suoi alloggi in attesa che veda la luce.
John si confida con il suo compagno di stanza, il molto più realista Zeb Jones, che non solo non è scioccato ma decide di aiutare John. 
Un incontro clandestino con Judith va storto quando sono costretti a uccidere una spia, non rimane loro altra scelta che chiedere aiuto alla Cabala, un movimento rivoluzionario clandestino del quale fa parte l'amica di Judith, sorella Magdalene.
I due uomini vengono introdotti nella Cabala, rimanendo al loro posto in servizio nell'esercito.
Judith viene arrestata e torturata nell'abito dell'indagine sulla morte della spia, John e Zeb la salvano, ma lasciando troppi indizi e John viene presto arrestato e torturato a sua volta, prima che possa rivelare troppe cose è salvato dalla Cabala.
Zeb e Magdalene hanno eluso l'arresto grazie a un segnale segreto di pericolo che John è riuscito  a lasciare per Zeb mentre veniva arrestato.
Judith è spedita segretamente fuori dal paese prima che John riacquisti conoscenza, John riceve una falsa identità e parte per raggiungere il quartier generale della Cabala, individuato lungo il tragitto è costretto a fuggire e dopo varie disavventure, arriva al sicuro solo per scoprire che Zeb e Magdalene, che lui presume siano una coppia, sono arrivati prima di lui.
Tutti assumono ruoli significativi nel portare a compimento la trama rivoluzionaria, John diviene aiutante del comandante, il generale Huxley.
John riceve, letteralmente, una "'Dear John' letter" da Judith, che lo informa del suo imminente matrimonio con un uomo messicano che ha incontrato mentre si rifugiava nel suo paese; viene inoltre a sapere che Zeb e Magdalene non hanno progetti matrimoniali, poiché le loro forti personalità inevitabilmente si scontrerebbero e inizia una storia d'amore con Magdalene.
La trama rivoluzionaria ha per lo più successo e il paese viene conquistato, a parte Nuova Gerusalemme.
Proseguono anche le discussioni costituzionali, moderate per offrire la massima libertà individuale possibile .
Le truppe del nuovo regime si preparano a prendere anche la capitale affinché non diventi un punto di raccolta per i lealisti; John e Magdalene si sposano poco prima dell'assalto.
Durante il combattimento, Huxley viene ferito e John deve assumere temporaneamente il comando, sebbene il suo grado non gli consentirebbe di farlo dà gli ordini che portano alla vittoria, quindi passa il comando al generale anziano non ferito e guida una squadra che invade gli alloggi privati del Profeta, dove scoprono che è stato brutalmente ucciso dalle sue stesse Vergini.

## Collegamenti con altre opere dell'autore
Anche se inserito nella Storia futura di Heinlein, questo romanzo è indipendente e ha pochi collegamenti con altre opere della serie. Tuttavia ne I figli di Matusalemme si narra che, all'epoca di questa storia, il segreto delle Famiglie Howard fu tenuto nascosto, fuori dalla portata del Profeta e che la Cabala aiutò gli Howard a mantenere la Masquerade, l'occultamento della loro esistenza.
Lazarus Long racconta specificamente di aver trascorso su Marte gran parte del periodo di interregno, quando i profeti governavano gli Stati Uniti e i viaggi nello spazio erano vietati.
La storia narra anche l'inizio dei negoziati che porteranno al Patto, che sintetizza i principi fondanti del governo descritto in Coventry, Spostati e  I figli di Matusalemme.
La teocrazia il cui rovesciamento è narrato nel romanzo era stata instaurata dal primo profeta, Nehemiah Scudder, un predicatore di campagna eletto Presidente nel 2012 e divenuto poi dittatore, poiché non si tennero elezioni nel 2016 o in seguito.
Heinlein aveva intenzione di scrivere una storia incentrata sulla sua ascesa, intitolata The Sound of His Wings, che nella cronologia avrebbe seguito direttamente Logica dell'impero dove Scudder è citato di sfuggita, ma non lo fece mai, lasciando una grande lacuna nella Storia futura, che riprende con Rivolta 2100.
Scudder è citato anche nell'ultimo romanzo di Heinlein Oltre il tramonto.

## Critica
Damon Knight ha scritto del romanzo:
Who but Heinlein ever pointed out, as he does here in detail, that a modern revolution is big business?  And who but Heinlein would have seen that fraternal organizations, for thirty years the butt of highbrow American humor, would make the perfect nucleus for an American underground against tyranny?»
Chi se non Heinlein ha mai sottolineato, come fa qui in dettaglio, che una rivoluzione moderna è un grande affare? E chi se non Heinlein avrebbe visto che le associazioni di promozione sociale statunitensi, per trent'anni il bersaglio dell'umorismo degli intellettuali americani, avrebbero costituito il nucleo perfetto per un movimento clandestino americano contro la tirannia?»
(Damon Knight, In Search of Wonder)

## Influenza culturale
La Cabala utilizza terminologia associata con la massoneria e ci sono indicazioni che i massoni siano uno dei gruppi coinvolti nell'organizzazione della rivolta contro la teocrazia.

### Edizioni
- (EN) Robert A. Heinlein, If this Goes On — (testo completo), in Astounding Science-Fiction, illustrazioni di Hubert Rogers, vol. XXIV, n. 6, febbraio 1940,  pp. 9-40. URL consultato il 18 dicembre 2022.
- Robert A. Heinlein, "Se continua così...", in La storia futura (antologia), collana Urania Classici, traduzione di Giuseppe Lippi, vol. 4, n. 272, Mondadori, novembre 1999,  pp. 15-208, ISSN 1120-4966 (WC · ACNP).

### Fonti critiche
- (EN) James Daniel Gifford, The New Heinlein Opus List, in Robert A. Heinlein: A Reader's Companion (PDF), Nitrosyncretic Press, 2000, ISBN 978-0-9679874-1-5. URL consultato il 12 ottobre 2015.
- Giuseppe Lippi, Nota, in La storia futura (antologia), collana Urania Classici, vol. 1, n. 241, Mondadori, aprile 1997,  p. 14, ISSN 1120-4966 (WC · ACNP).
«Le traduzioni sono state rifatte appositamente, con l'eccezione di L'uomo che vendette la luna e Requiem che erano già apparsi a cura di Lia Volpatti e Paola Francioli.»
- (EN) Bill Patterson, A Study of ‘If This Goes On—’, in The Heinlein Journal, n. 7, luglio 2000. URL consultato il 12 ottobre 2015 (archiviato dall'url originale il 5 aprile 2013).